# فيلي آموس
فيلي آموس (بالإنجليزية: Willie Amos)‏ هو لاعب كرة قدم أمريكية أمريكي، ولد في 28 يوليو 1982.